# Killer Women
Killer Women è una serie televisiva statunitense sviluppata da Hannah Shakespeare per ABC, trasmessa durante la stagione televisiva 2013-2014.
La serie si basa sulla fiction televisiva argentina Mujeres asesinas, ispirato a sua volta dall'omonimo romanzo scritto da Marisa Grinstein.

## Trama
La serie segue la vita di Molly Parker, ex reginetta di bellezza e la figlia di uno sceriffo, la quale si è recentemente separata dal suo violento marito senatore di Stato. Sarà la prima donna in grado di scalare i vertici di uno degli ambienti più maschilisti delle forze dell'ordine, i Texas Rangers.

## Personaggi e interpreti
- Molly Parker, interpretata da Tricia Helfer.
- Dan Winston, interpretato da Marc Blucas.
- Luis Zea, interpretato da Alex Fernandez.
- Becca Parker, interpretata da Marta Milans.
- Billy Parker, interpretato da Michael Trucco.

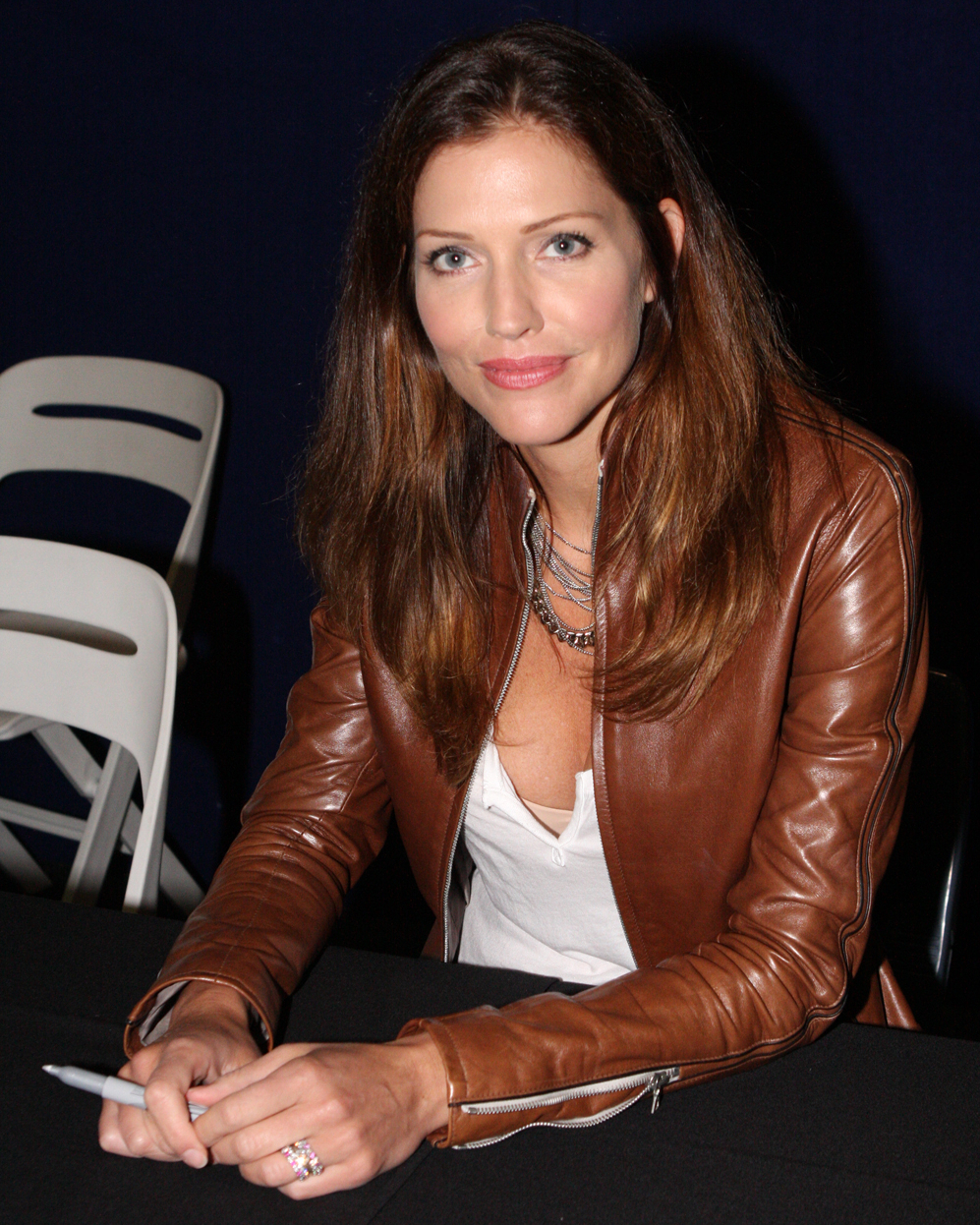
Tricia Helfer interpreta Molly Parker
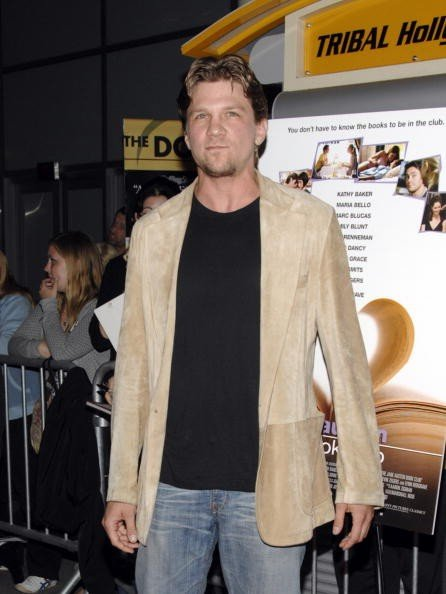
Marc Blucas interpreta Dan Winston
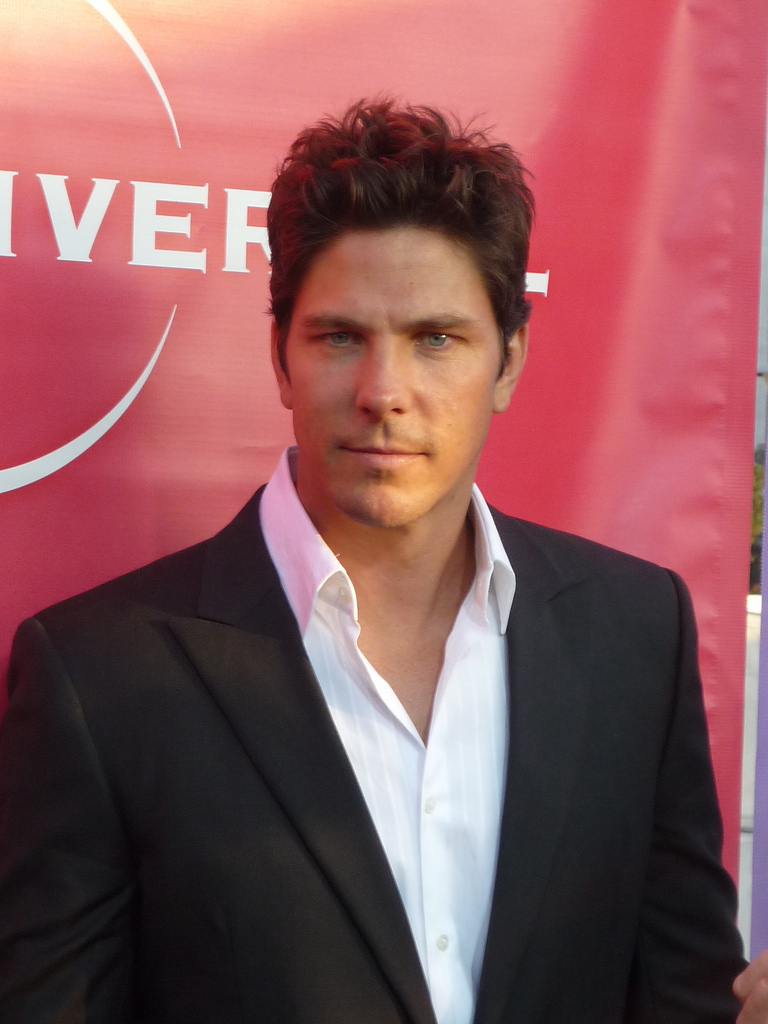
Michael Trucco interpreta Billy Parker

## Episodi
| Stagione       | Episodi | Prima TV originale | Prima TV Italia |
| -------------- | ------- | ------------------ | --------------- |
| Prima stagione | 8       | 2014               | 2016            |

## Produzione
La serie è stata ufficialmente ordinata il 10 maggio durante gli upfronts. ABC decise subito di programmare la serie per il midseason. Inizialmente fu ordinata una prima stagione composta da otto episodi, successivamente tagliati a sei a causa degli scarsi ascolti fatti registrare.
Dopo solo pochi episodi trasmessi, Paul Lee, presidente di ABC, comunicò la decisione della rete di non rinnovare la serie per una seconda stagione, lasciando gli ultimi due episodi inediti.

## Riconoscimenti
- 2015 - Young Artist Awards[5]
  - Nomination Miglior performance in una serie televisiva - Giovane attrice ricorrente di anni 10 o meno a Siena Agudong